# اشغال ۱۹۴۴ کشورهای حوزه بالتیک توسط شوروی

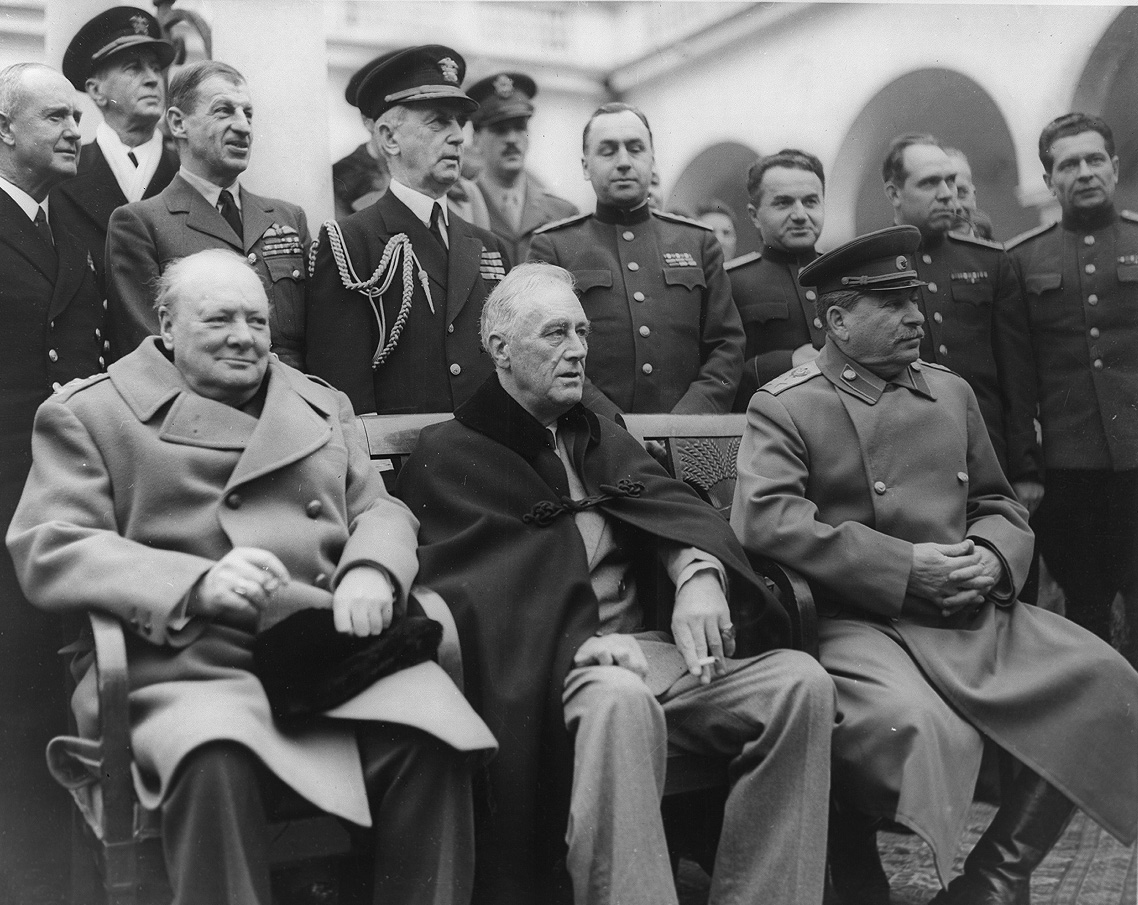
کنفرانس یالتا در ۱۹۴۵. نشسته از چپ وینستون چرچیل، فرانکلین دلانو روزولت و جوزف استالین.

اشغال ۱۹۴۴ کشورهای حوزه بالتیک توسط شوروی (انگلیسی: Soviet occupation of the Baltic states) اتحاد جماهیر شوروی سوسیالیستی بخش اعظم قلمرو کشورهای حوزه بالتیک را در تهاجم به حوزه بالکان در ۱۹۴۴ طی جنگ جهانی دوم اشغال کرد. ارتش سرخ سه پایتخت بالتیک را به کنترل خود درآورد. در عقب‌نشینی ارتش ورماخت و نیروهای لتونی، آنها در منطقه غربی سرزمین لتونی تا پایان جنگ و تسلیم نهایی آلمان ماندند. نیروهای آلمانی تبعید شدند و رهبران نیروهای لتونی که با آلمانی‌ها همکاری می‌کردند به عنوان خائن اعدام شدند. پس از جنگ، اتحاد جماهیر شوروی در راستای الحاقات اجباری خود به جمهوری اتحاد جماهیر شوروی در ۱۹۴۰، دوباره به اعمال کنترل کشورهای بالتیک اقدام کرد.

## اشغال استونی، لتونی و لیتوانی
اشغال نظامی سه کشور حوزه دریای بالتیک - استونی، لتونی و لیتوانی - توسط اتحاد جماهیر شوروی تحت حمایت پیمان مولوتوف–ریبنتروپ در ژوئن ۱۹۴۰ صورت گرفت.
- استونی یکی از ۱۵ جمهوری تشکیل‌دهندهٔ اتحاد جماهیر شوروی بود.

این جمهوری، در ۱۷ ژوئن ۱۹۴۰، پس از اشغال کشور استونی توسط ارتش اتحاد جماهیر شوروی و ضمیمه‌شدن آن به خاک شوروی تشکیل شد. بین سال‌های ۱۹۴۱ تا ۱۹۴۴ و در طی جنگ جهانی دوم، این جمهوری توسط ارتش آلمان اشغال شد. اما پس از عقب‌نشینی آلمان‌ها، دوباره تحت سلطهٔ اتحاد جماهیر شوروی قرار گرفت.
- لتونی، از جمهوری تشکیل‌دهندهٔ اتحاد جماهیر شوروی بود.

این جمهوری، از ۱۹۴۰، پس از اشغال آن توسط ارتش اتحاد جماهیر شوروی و ضمیمه‌شدن آن به خاک این کشور تشکیل شد. بین سال‌های ۱۹۴۱ تا ۱۹۴۴ و در طی جنگ جهانی دوم، این جمهوری توسط ارتش آلمان اشغال شد. اما پس از عقب‌نشینی آلمان‌ها، دوباره تحت سلطهٔ اتحاد جماهیر شوروی قرار گرفت.
- لیتوانی، یکی از ۱۵ جمهوری تشکیل‌دهندهٔ اتحاد جماهیر شوروی بود.

این جمهوری، در سال ۱۹۴۰، پس از اشغال آن توسط ارتش اتحاد جماهیر شوروی و ضمیمه‌شدن آن به خاک این کشور تشکیل شد. بین سال‌های ۱۹۴۱ تا ۱۹۴۴ و در طی جنگ جهانی دوم، این جمهوری توسط ارتش آلمان اشغال شد. اما پس از عقب‌نشینی آلمان‌ها، دوباره تحت سلطهٔ اتحاد جماهیر شوروی قرار گرفت.